# Plagiochila heteromalla
Plagiochila heteromalla là một loài rêu trong họ Plagiochilaceae. Loài này được (Lehm. & Lindenb.) Lindenb. mô tả khoa học đầu tiên năm 1841.